# Хари Потер и Ред феникса (филм)
Хари Потер и Ред феникса (енгл. Harry Potter and the Order of the Phoenix) је фантастични филм из 2007. године, снимљен по истоименој књизи Џоан Кетлин Роулинг. Пети је филм у серијалу и режирао га је Дејвид Јејтс, сценарио је написао Мајкл Голденберг, док су продуценти Дејвид Хејман и Дејвид Барон. Прича прати Хари Потерову пету годину на Хогвортсу, док Министарство магије пориче да се Лорд Волдемор вратио.
У главној улози је Данијел Радклиф као Хари Потер, док Руперт Гринт и Ема Вотсон репризирају своје улоге као Рон Визли и Хермиона Грејнџер. Наставак је филма Хари Потер и ватрени пехар, а прати га Хари Потер и Полукрвни Принц.
Филм је сниман на различитим локацијама у Енглеској и Шкотској као и у Ворнер брос студију у Вотфорду од фебруара до новембра 2006. године, са једномесечном паузом у јуну. Пост-продукција филма је настављена још неколико месеци након снимања, како би се додали визуелни ефекти. Филмски буџет је износио између 75 и 100 милиона фунти (150−200 милиона долара). Филм је изашао у америчким биоскопима 11. јула 2007, а у британским 12. јула исте године и у конвенционалним и у ИМАКС биоскопима. Ово је такође први Хари Потер филм који је реализован у ИМАКС 3Д форми.
Филм је током првих пет дана приказивања зарадио 333 милиона долара, а укупна зарада широм света је износила преко 942 милиона долара. Био је други најуспешнији филм из 2007. године, иза филма Пирати са Кариба: На крају света. Филм је номинован за две БАФТА филмске награде 2008. године.

## Радња
Током још једног лета проведеног код тетка Петуније и теча Вернона, Харију Потеру јављају да је избачен са Хогвортса, због коришћења магије како би спасао себе и свог рођака, Дадлија, од дементора. По Харија долази група чаробњака, међу којима су Лудооки Ћудљивко, Ремус Лупин и неколико нових лица као што су Нимфадора Тонкс и Кингсли Оковгром, који га одводе у Улицу Гримолд број 12, дом његовог кума Сиријуса Блека. Та кућа такође служи и као седиште Реда феникса, тајне организације коју је основао Албус Дамблдор и они говоре Харију како Министарство магије одбија да поверује да се Лорд Волдемор вратио. На заседању Реда, Сиријус помиње како Волдемор тражи специјални предмет, који није имао током претходног напада.
Харијево избацивање из школе је оповргнуто након саслушања Министарства магије и он се враћа на Хогвортс за своју пету школску годину, где је министар магије, Корнелијус Фаџ, поставио Долорес Амбриџ за нову професорку одбране од мрачних вештина. Амбриџова се одмах сукобљава са Харијем и кажњава га због његових „лажи” о Волдемору, терајући га да напише поруку са магичним пером, која му се урезује у шаку. Упркос забринутости својих најбољих пријатеља, Рона Визлија и Хермионе Грејнџер, Хари одбија да пријави Амбриџину казну Дамблдору, који га из неког необјашњивог разлога игнорише од почетка лета. Док се Амбриџина контрола над школом повећава, Хари, Рон и Хермиона оформљавају тајну групу како би тренирали ученике одбрамбеним чинима, називајући себе „Дамблдорова армија”. Амбриџова унајмљује ученике Слитерина да открију ту групу и називају себе „Одред инквизитора”. У међувремену, Хари и Чо Чанг развијају романтична осећања једно према другом.
Хари има визију напада на Артура Визлија, са тачке гледишта Артуровог нападача. Забринут да ће Волдемор искористити ову везу са Харијем, Дамблдор унајмљује професора Снејпа да подучава Харија Оклуменцији, како би заштитио његов ум од Волдеморовог утицаја. Због овога, Хари се још више дистанцира од својих пријатеља. У међувремену, Сиријусова поремећена рођака, Смртождерка Белатрикс Лестрејнџ бежи из затвора Аскабан заједно са још девет Смртождера. На Хогвортсу, Амбриџова и њен „Одред инквизитора” разоткрива Дамблдорову армију, форсирајући Чо Чанг да попије веритасерум. Дамблдор бежи када Фаџ нареди његово хапшење. Амбриџова постаје нова директорка Хогвортса.
Хари одбија да опрости Чо и њихова веза се прекида. Часови Оклуменције се прекидају када Хари открије Снејпова сећања на Харијевог оца, Џејмса, који га је често исмевао. Након што има визију да Волдемор мучи Сиријуса, Хари, Рон и Хермиона одлазе у Амбриџину канцеларију, како би преко камина јавили то Реду феникса, али их Амбриџова хвата. Хари дискретно упозорава Снејпа на ситуацију, који упозорава Ред. Када Амбриџова запрети да ће искористити болну клетву на Харију, Хермиона је на превару наговара да оду у Забрањену шуму у потрагу за Дамблдоровим „тајним оружјем”. Хари и Хермиона доводе Амбриџову до места сакривања Хагридовог полу-брата, џина Гропа, када наилазе кентаури и хватају Амбриџову након што их је она увредила и напала.
Хари, Рон, Хермиона, Џини Визли, Луна Лавгуд и Невил Лонгботом на тестралима лете до Министарства магије, у покушају да спасу Сиријуса. Њих шесторо улазе у одсек за мистерије, где проналазе пророчанство у кугли, предмет који Волдемор тражи. Међутим, из заседе их нападају Смртождери, које предводе Луцијус Мелфој и Белатрикс Лестрејнџ. Луцијус открива Харију да је визија о мучењу Сиријуса била само трик како би га намамили на дохват руке Смртождера. Хари одбија да преда пророчанство Луцијусу, изазивајући борбу између Дамблдорове армије и Смртождера.
Смртождери хватају Харијеве пријатеље и прете да ће их убити, ако им Хари не преда пророчанство. Хари им га даје, а том приликом стиже Ред феникса и напада Смртождере. Током борбе, Луцијус испушта пророчанство и уништава га. Баш када Сиријус надјачава Луцијуса у борби, Белатрикс га убија. Волдемор се појављује и покушава да убије Харија, али и Дамблдор долази. Почиње двобој Волдемора и Дамблдора, током ког Белатрикс бежи. Дамблдор надјачава Волдемора, који запоседа Харија, због чега Дамблдор престаје са нападом, али Хари мислећи на своје пријатеље и Сиријуса успева да одбије Волдеморове мисли.
Званичници Министарства стижу пре него што се Волдемор пребаци. Фаџ признаје да се Волдемор вратио и због срамоте подноси оставку на месту министра. Амбриџова је отпуштена са Хогвортса и Дамблдор се враћа као директор. Дамблдор објашњава да се дистанцирао од Харија током године, надајући се да ће смањити ризик од Волдемора који би искористио њихову повезаност. Хари сазнаје да је пророчанство гласило: „Док један не умре, други неће моћи да живи.”

## Улоге
| Глумац              | Улога                      |
| ------------------- | -------------------------- |
| Данијел Радклиф     | Хари Потер                 |
| Руперт Гринт        | Рон Визли                  |
| Ема Вотсон          | Хермиона Грејнџер          |
| Мајкл Гамбон        | Албус Дамблдор             |
| Рејф Фајнс          | Лорд Волдемор              |
| Алан Рикман         | Северус Снејп              |
| Гари Олдман         | Сиријус Блек               |
| Имелда Стонтон      | Долорес Амбриџ             |
| Џејсон Ајзакс       | Луцијус Мелфој             |
| Хелена Бонам Картер | Белатрикс Лестрејнџ        |
| Том Фелтон          | Драко Мелфој               |
| Бони Рајт           | Џини Визли                 |
| Роби Колтрејн       | Рубеус Хагрид              |
| Меги Смит           | Минерва Макгонагал         |
| Метју Луис          | Невил Лонгботом            |
| Ема Томпсон         | Сибил Трелони              |
| Дејвид Тјулис       | Ремус Лупин                |
| Наталија Тена       | Нимфадора Тонкс            |
| Брендан Глисон      | Аластор „Лудооки” Ђудљивко |
| Џули Волтерс        | госпођа Визли              |
| Марк Вилијамс       | господин Визли             |
| Џејмс Фелпс         | Фред Визли                 |
| Оливер Фелпс        | Џорџ Визли                 |
| Дејвид Бредли       | Аргус Филч                 |
| Кејти Лоу           | Чо Чанг                    |
| Ричард Грифитс      | Вернон Дарсли              |
| Фиона Шоу           | Петунија Дарсли            |
| Хари Мелинг         | Дадли Дарсли               |